# Championnat du monde masculin de cyclisme contre-la-montre des moins de 23 ans
Les championnats du monde de contre-la-montre des moins de 23 ans sont organisés tous les ans depuis 1996 et sont ouverts aux coureurs de la catégorie espoirs (moins de 23 ans).

## Palmarès
| Édition | Or                          | Argent                        | Bronze                    |
| ------- | --------------------------- | ----------------------------- | ------------------------- |
| 1996    | Luca Sironi (ITA)           | Roberto Sgambelluri (ITA)     | Andreas Klöden (GER)      |
| 1997    | Fabio Malberti (ITA)        | László Bodrogi (HUN)          | David George (RSA)        |
| 1998    | Thor Hushovd (NOR)          | Frédéric Finot (FRA)          | Gianmario Ortenzi (ITA)   |
| 1999    | José Iván Gutiérrez (ESP)   | Michael Rogers (AUS)          | Evgueni Petrov (RUS)      |
| 2000    | Evgueni Petrov (RUS)        | Fabian Cancellara (SUI)       | Michael Rogers (AUS)      |
| 2001    | Danny Pate (USA)            | Sebastian Lang (GER)          | James Perry (RSA)         |
| 2002    | Tomas Vaitkus (LTU)         | Alexandre Bespalov (RUS)      | Sérgio Paulinho (POR)     |
| 2003    | Markus Fothen (GER)         | Niels Scheuneman (NED)        | Alexandre Bespalov (RUS)  |
| 2004    | Janez Brajkovič (SLO)       | Thomas Dekker (NED)           | Vincenzo Nibali (ITA)     |
| 2005    | Mikhail Ignatiev (RUS)      | Dmytro Grabovskyy (UKR)       | Peter Latham (NZL)        |
| 2006    | Dominique Cornu (BEL)       | Mikhail Ignatiev (RUS)        | Jérôme Coppel (FRA)       |
| 2007    | Lars Boom (NED)             | Mikhail Ignatiev (RUS)        | Jérôme Coppel (FRA)       |
| 2008    | Adriano Malori (ITA)        | Patrick Gretsch (GER)         | Cameron Meyer (AUS)       |
| 2009    | Jack Bobridge (AUS)         | Nélson Oliveira (POR)         | Patrick Gretsch (GER)     |
| 2010    | Taylor Phinney (USA)        | Luke Durbridge (AUS)          | Marcel Kittel (GER)       |
| 2011    | Luke Durbridge (AUS)        | Rasmus Christian Quaade (DEN) | Michael Hepburn (AUS)     |
| 2012    | Anton Vorobyev (RUS)        | Rohan Dennis (AUS)            | Damien Howson (AUS)       |
| 2013    | Damien Howson (AUS)         | Yoann Paillot (FRA)           | Lasse Norman Hansen (DEN) |
| 2014    | Campbell Flakemore (AUS)    | Ryan Mullen (IRL)             | Stefan Küng (SUI)         |
| 2015    | Mads Würtz Schmidt (DEN)    | Maximilian Schachmann (GER)   | Lennard Kämna (GER)       |
| 2016    | Marco Mathis (GER)          | Maximilian Schachmann (GER)   | Miles Scotson (AUS)       |
| 2017    | Mikkel Bjerg (DEN)          | Brandon McNulty (USA)         | Corentin Ermenault (FRA)  |
| 2018    | Mikkel Bjerg (DEN)          | Brent Van Moer (BEL)          | Mathias Norsgaard (DEN)   |
| 2019    | Mikkel Bjerg (DEN)          | Ian Garrison (USA)            | Brandon McNulty (USA)     |
| 2020    | Annulé                      | Annulé                        | Annulé                    |
| 2021    | Johan Price-Pejtersen (DEN) | Lucas Plapp (AUS)             | Florian Vermeersch (BEL)  |
| 2022    | Søren Wærenskjold           | Alec Segaert                  | Leo Hayter                |
| 2023    | Lorenzo Milesi              | Alec Segaert                  | Hamish McKenzie           |
| 2024    | Iván Romeo                  | Jakob Söderqvist              | Jan Christen              |

## Tableau des médailles
| Rang  | Nation           | Or | Argent | Bronze | Total |
| ----- | ---------------- | -- | ------ | ------ | ----- |
| 1     | Danemark         | 5  | 1      | 2      | 8     |
| 2     | Australie        | 4  | 4      | 6      | 14    |
| 3     | Italie           | 4  | 1      | 2      | 7     |
| 4     | Russie           | 3  | 3      | 2      | 8     |
| 5     | Allemagne        | 2  | 4      | 4      | 10    |
| 6     | États-Unis       | 2  | 2      | 1      | 5     |
| 7     | Espagne          | 2  | 0      | 0      | 2     |
| 7     | Norvège          | 2  | 0      | 0      | 2     |
| 9     | Belgique         | 1  | 3      | 1      | 5     |
| 10    | Pays-Bas         | 1  | 2      | 0      | 3     |
| 11    | Lituanie         | 1  | 0      | 0      | 1     |
| 11    | Slovénie         | 1  | 0      | 0      | 1     |
| 13    | France           | 0  | 2      | 3      | 5     |
| 14    | Suisse           | 0  | 1      | 2      | 3     |
| 15    | Portugal         | 0  | 1      | 1      | 2     |
| 16    | Hongrie          | 0  | 1      | 0      | 1     |
| 16    | Irlande          | 0  | 1      | 0      | 1     |
| 16    | Suède            | 0  | 1      | 0      | 1     |
| 16    | Ukraine          | 0  | 1      | 0      | 1     |
| 20    | Afrique du Sud   | 0  | 0      | 2      | 2     |
| 21    | Grande-Bretagne  | 0  | 0      | 1      | 1     |
| 21    | Nouvelle-Zélande | 0  | 0      | 1      | 1     |
| Total | Total            | 28 | 28     | 28     | 84    |